# 韋爾霍維納-比斯特拉
49°0′45″N 22°46′26″E / 49.01250°N 22.77389°E
韋爾霍維納-比斯特拉（烏克蘭語：Верховина-Бистра）是烏克蘭西部的村莊，隸屬外喀爾巴阡州的烏日霍羅德區。該村始建於1582年，面積24.62平方公里，海拔高度579米，2001年人口631，人口密度每平方公里25.63人。